# 行动 (法国)
行动（法語：Agir），正式名称是行动，建设性右翼（Agir, la droite constructive），是法国的一个政党。该党成立于2017年11月26日，分裂自共和党。该党的政治立场是中间偏右至右翼。该党的意识形态是基督教民主主义、保守自由主义、亲欧洲主义。该党的创始人是弗兰克·里斯特。该党的总部位于巴黎。该党是复兴欧洲的成员。